# ماركو شميت
ماركو شميت (بالألمانية: Marco Schmidt)‏ هو منافس ألعاب قوى ألماني، ولد في 5 سبتمبر 1983 في بفورتسهايم في ألمانيا.

## وصلات خارجية
- ماركو شميت على موقع الاتحاد الدولي لألعاب القوى (الإنجليزية)